# Naprężenie pierwotne

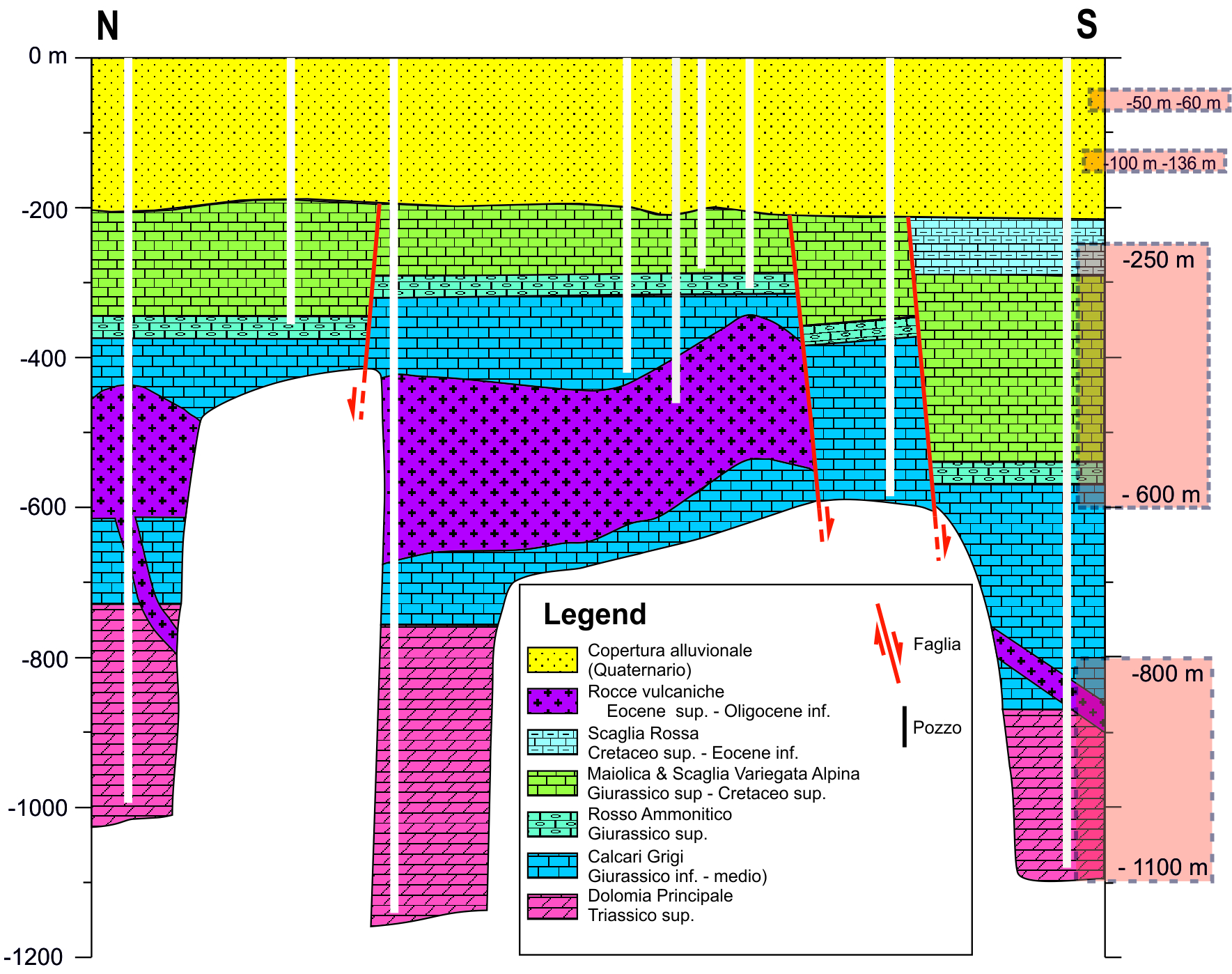
Przekrój geologiczny – największe naprężenia geostatyczne będą występowały na obszarze zaznaczonym na różowo

Naprężenie pierwotne, naprężenie geostatyczne – naprężenie powstające w gruncie od ciężaru wyżej leżących warstw.